# Wohn- und Wirtschaftsgebäude Frelsdorferstraße 2

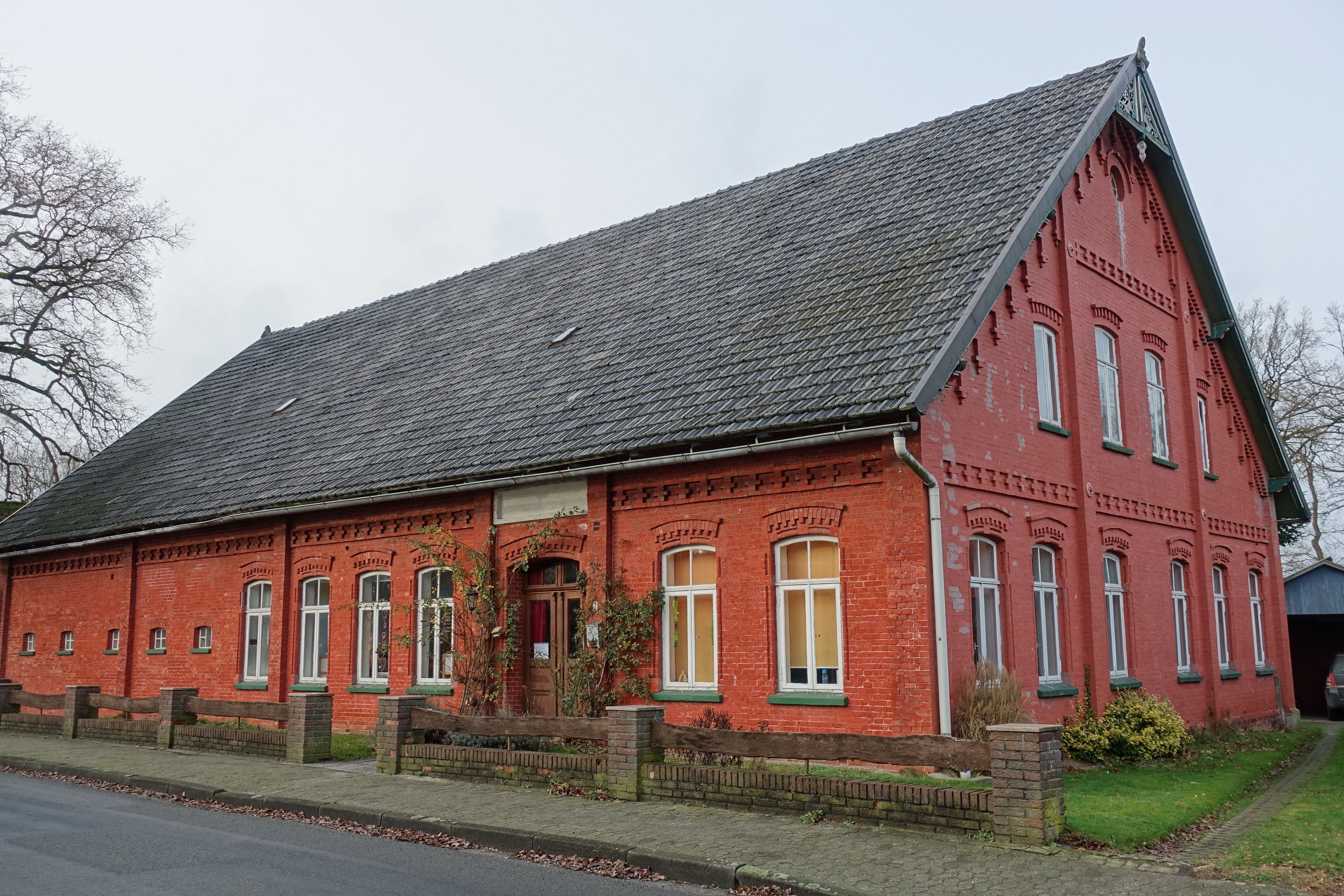
Süd- und Ostfassade (2023)

Das Wohn- und Wirtschaftsgebäude Frelsdorferstraße 2 in der niedersächsischen Gemeinde Beverstedt, Ortsteil Frelsdorf, im Landkreis Cuxhaven, stammt vom Anfang des 20. Jahrhunderts. Aktuell (2024) wird es wohl landwirtschaftlich genutzt.
Das Gebäude steht unter Denkmalschutz (siehe auch Liste der Baudenkmale in Beverstedt).

## Beschreibung
Das eingeschossige traufständige Wohn- und Wirtschaftsgebäude, ein Hallenhaus in Backstein mit pfannengedecktem Satteldach, Fassaden mit Lisenen, Gesimsen am Ortgang und im Giebel und weiteren Backsteinschmuckformen und der Grooten Door mit Korbbogen, wurde 1905 (Inschrift) gebaut. Auf der Hofanlage steht ein älteres Gebäude aus der zweiten Hälfte des 19. Jahrhunderts in Fachwerk.